# Prix Jarkko-Laine
Le prix Jarkko-Laine (finnois : Jarkko Laine -palkinto) est un prix littéraire de Finlande.

## Description
Le prix décerné tous les deux ans depuis 2011 est financé par la fondation Haavikko, les Éditions Otava, Otavamedia, les Éditions Tammi, la ville de Turku, l'université de Turku et WSOY.

## Liste des lauréats
| Année | Auteur              | Ouvrage            | Éditeur            |
| ----- | ------------------- | ------------------ | ------------------ |
| 2011  | Juha Kulmala        | Emme ole dodo      | (Savukeidas, 2009) |
| 2013  | Jaakko Yli-Juonikas | Neuromaani         | (Otava, 2012)      |
| 2015  | Juha Hurme          | Nyljetyt ajatukset | (Teos, 2014)       |